# Zwartkraagspreeuw
De zwartkraagspreeuw (Gracupica nigricollis) is een vogel uit de familie van de spreeuwachtigen (Sturnidae) uit de orde van de zangvogels (Passeriformes). De taxonomische status van deze spreeuw is veranderd sinds 2008. De vogel wordt echter nog vaak genoemd als Sturnus nigricollis.

## Kenmerken
De zwartkraagspreeuw en de eksterspreeuw (Gracupica contra) zijn beide in hetzelfde geslacht geplaatst. De soorten lijken op elkaar door hun afwisselend zwarte en witte verenkleed. De zwartkraagspreeuw is echter groter (28 cm) en heeft witte kop en een duidelijke zwarte kraag, terwijl de eksterspreeuw zwart op de kop is.

## Verspreiding en leefgebied
De zwartkraagspreeuw komt voor in een groot aantal leefgebieden, meestal open landschappen, rijstvelden, struwelen en tuinen. Het verspreidingsgebied ligt in Zuid China, Indochina en Thailand.